# Karl Mohr (Jurist)
Karl Mohr (* 28. Oktober 1902; † 16. Juni 1981) war ein deutscher Verwaltungsjurist.

## Werdegang
Mohr war nach Promotion von 1929 bis 1945 Syndikus des Landkreises Düsseldorf-Mettmann. 1945 wechselte er in das Landwirtschaftsamt Düsseldorf und war von 1947 bis 1950 persönlicher Referent des nordrhein-westfälischen Ministerpräsidenten Karl Arnold. Ab 1950 war er Chef der nordrhein-westfälischen Staatskanzlei, zunächst im Rang eines Ministerialrats, ab 1954 als Staatssekretär. Von 1948 bis 1956 war er Mitglied des Verwaltungsrats des Nordwestdeutschen Rundfunks und ab 1952 dessen Vorsitzender. Er war eine der treibenden Kräfte zur Auflösung des Senders. Ende 1960 wurde er erster hauptamtlicher Koordinator des Deutschen Fernsehens.
Er war Mitglied der katholischen Studentenverbindung KStV Südmark München.

## Ehrungen
- 1968: Großes Verdienstkreuz mit Stern der Bundesrepublik Deutschland